# 凱斯·埃里森
凱斯·莫里斯·埃里森（英語：Keith Maurice Ellison，1963年8月4日—）是美國律師、政治人物，非洲裔，現任明尼蘇達州檢察長，前聯邦眾議員，代表第五選區（明尼蘇達州最大城明尼阿波利斯所在選區）當選，明尼蘇達民主-農民-勞工黨籍，是美國史上首位信奉伊斯蘭教的國會議員，也是明尼蘇達州史上首位非洲裔國會議員。出身於天主教家庭，就讀韋恩州立大學期間改宗成為伊斯蘭教徒。

## 外部連結
- （英文）官方網站
- （中文）美国首名穆斯林议员手按《古兰经》宣誓就职[永久]